# Pensacola (zoologia)
Pensacola Peckham & Peckham, 1885 è un genere di ragni appartenente alla famiglia Salticidae.

## Distribuzione
Le 15 specie oggi note di questo genere sono diffuse in America centrale e meridionale: da rilevare che ben 5 specie sono endemiche dell'isola di Hispaniola.

## Tassonomia
A dicembre 2010, si compone di 15 specie:
- Pensacola castanea Simon, 1902 — Brasile
- Pensacola cyaneochirus Simon, 1902 — Ecuador
- Pensacola darlingtoni Bryant, 1943 — Hispaniola
- Pensacola electa Bryant, 1943 — Hispaniola
- Pensacola gaujoni Simon, 1902 — Ecuador
- Pensacola maxillosa Bryant, 1943 — Hispaniola
- Pensacola montana Bryant, 1943 — Hispaniola
- Pensacola murina Simon, 1902 — Brasile, Guyana
- Pensacola ornata Simon, 1902 — Brasile
- Pensacola peckhami Bryant, 1943 — Hispaniola
- Pensacola poecilocilia Caporiacco, 1955 — Venezuela
- Pensacola radians (Peckham & Peckham, 1896) — Panama
- Pensacola signata Peckham & Peckham, 1885[2] — Guatemala
- Pensacola sylvestris (Peckham & Peckham, 1896) — Messico, Guatemala
- Pensacola tuberculotibiata Caporiacco, 1955 — Venezuela

### Specie trasferite
- Pensacola variegata Mello-Leitão, 1939; trasferita al genere Wedoquella con la denominazione provvisoria di Wedoquella variegata; a seguito di uno studio dell'aracnologa Galiano del 1984, è stata ravveduta la sinonimia di questi esemplari con Wedoquella punctata (Tullgren, 1905)[1].